# Arvieu
Arvieu är en kommun i departementet Aveyron i regionen Occitanien i södra Frankrike. Kommunen ligger  i kantonen Cassagnes-Bégonhès som ligger i arrondissementet Rodez. År 2022 hade Arvieu 765 invånare.

## Befolkningsutveckling
Antalet invånare i kommunen Arvieu
Referens: INSEE